# Speed of Light
«Speed of Light» (с англ. — «Скорость света») — 40-й сингл британской хеви-метал группы Iron Maiden с их шестнадцатого альбома The Book of Souls.
В ходе тура в поддержку альбома the Book of Souls песня исполнялась на каждом концерте.

## Клип
Клип был поставлен и спродюсирован Llexi Leon, создателем серии комиксов Eternal Descent и виртуальной группы с одноименным названием В клипе Эдди, маскот группы, путешествует сквозь тридцатипятилетнюю историю видеоигр.Визуальные эффекты были предоставлены The Brewery, которые ранее работали над фильмами Секс, наркотики и рок-н-ролл (2010) и en:Spike Island (2012), а также телесериалом 2014 года Флеминг.

## Участники записи
Iron Maiden
- Брюс Дикинсон — вокал, фортепиано
- Дэйв Мюррей — гитара
- Эдриан Смит — гитара
- Яник Герс — гитара
- Стив Харрис — бас-гитара, клавишные, сопродюсер
- Нико МакБрэйн — ударные

Продюсирование
- Кевин Ширли — продюсирование, сведение